# Пиатра (Кокораштиј-Колц)
Пиатра (рум. Piatra) насеље је у Румунији у округу Прахова у општини Кокораштиј-Колц. Oпштина се налази на надморској висини од 145 m.

## Становништво
Према подацима из 2002. године у насељу је живело 152 становника, од којих су сви румунске националности.